# Idaea trisetata
Idaea trisetata là một loài bướm đêm trong họ Geometridae.